# Dimock (Dakota del Sur)
Dimock es un pueblo ubicado en el condado de Hutchinson en el estado estadounidense de Dakota del Sur. En el Censo de 2010 tenía una población de 125 habitantes y una densidad poblacional de 303,54 personas por km².

## Geografía
Dimock se encuentra ubicado en las coordenadas 43°28′34″N 97°59′17″O / 43.47611, -97.98806. Según la Oficina del Censo de los Estados Unidos, Dimock tiene una superficie total de 0.41 km², de la cual 0.41 km² corresponden a tierra firme y (0%) 0 km² es agua.

## Demografía
Según el censo de 2010, había 125 personas residiendo en Dimock. La densidad de población era de 303,54 hab./km². De los 125 habitantes, Dimock estaba compuesto por el 100% blancos, el 0% eran afroamericanos, el 0% eran amerindios, el 0% eran asiáticos, el 0% eran isleños del Pacífico, el 0% eran de otras razas y el 0% pertenecían a dos o más razas. Del total de la población el 0.8% eran hispanos o latinos de cualquier raza.